# Патрський карнавал

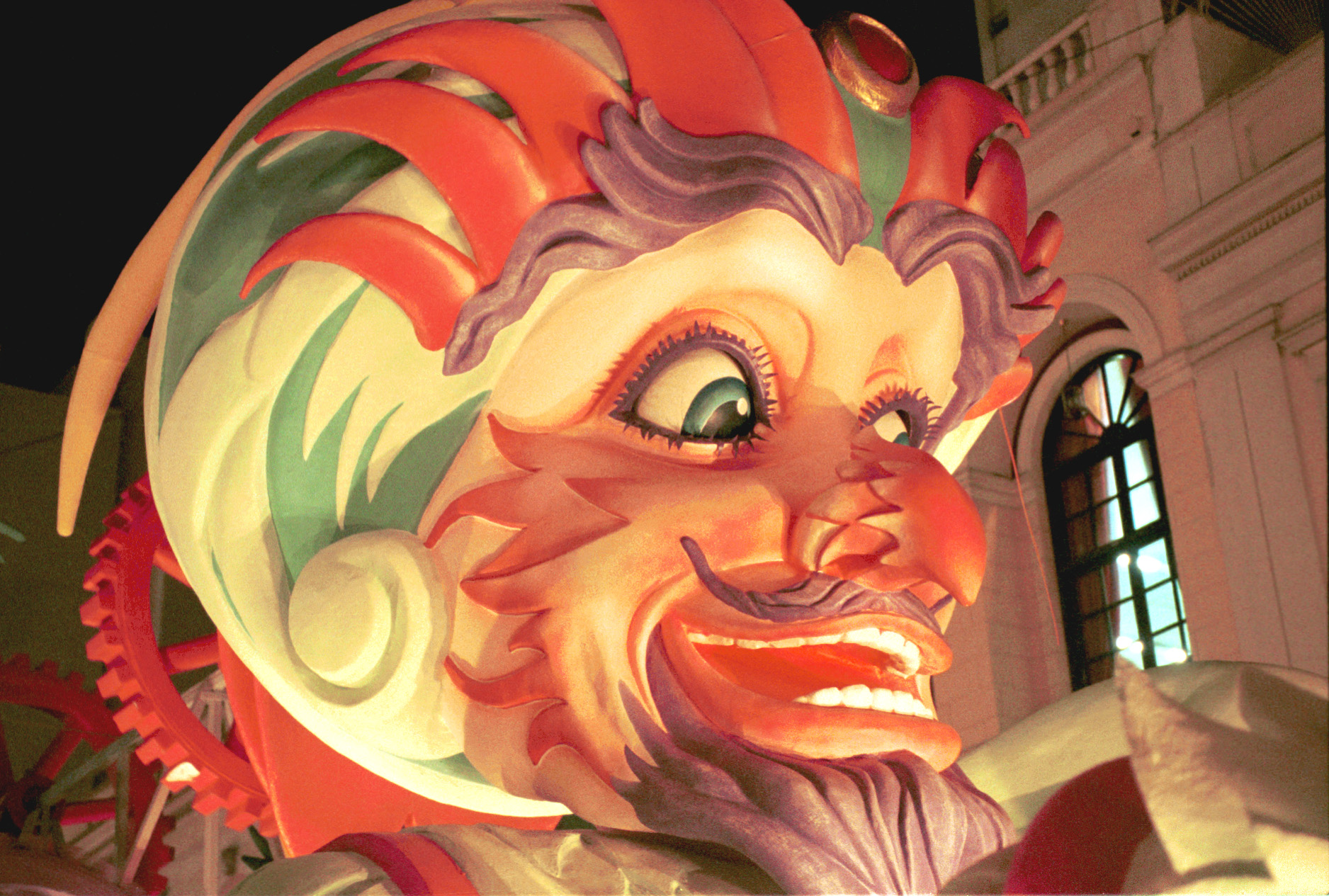
Патрський Карнавал, король карнавалу 2003

Патрський карнавал, Patrino karnavali є найбільшим заходом подібного роду в Греції та одним з найбільших в Європі. Він має більш ніж 180-річну історію. Подія починається 17 січня і триватиме до Жилавого понеділка. Під час карнавалу в Патрах проходять не тільки заплановані заходи, він також включає в себе бали, паради, дитячий карнавал і інші події. Кульмінація карнавалу відбувається в останні вихідні, в суботу ввечері парад карнавальних груп, екстравагантний недільний парад прикрашених кораблів і нарешті, ритуальне спалення карнавального короля в порту Патри. Це свято спонтанності, імпровізації, натхнення і волонтерства.

## Історія
Патрський карнавал, як і більшість карнавальних подій в Середземномор'ї і на Балканах, пов'язаний з давніми язичницькими ритуалами, наприклад, на честь Діоніса.Згідно з цими традиціями, в самому серці зими віруючі проводять особливі богослужіння до божества, і він відроджується, щоб знову привести весну.
Однак більшість людей згідні з тим, що стартовою подією Патрського карнавалу в його сучасній формі був бал, даний в резиденції купця Моетіса у 1829 році .Французькі війська генерала Мезона, розміщені в місті після його звільнення від турків, дуже сильно вплинули на карнавал і внесли свою культуру і традиції на урочистості. Протягом XIX століття нові прибулі з недавно приєднаних гептанських островів в Іонічному морі, які стали частиною Греції в 1869 році, також вплинули на характер святкувань - творчістю і почуттям веселощів, які були частиною їх регіональної культури і музики. Пізніше, як наслідок процвітання міста в кінці 19-го століття карнавальні свята набувають більш регулярний характер.Географічне розташування міста і збільшення порту забезпечило постійний зв'язок з Італією і Західною Європою.Їх великі карнавали і венеціанський карнавал особливо, впливали на формування свят, надаючи карнавалу донині його західні риси.
Перші карнавальні платформи(кораблі) появились в 1870-х роках. В той час платформи створювались за ініціативою людей. Тільки пізніше муніципалітет Патри зобов'язується побудувати велику кількість з них.У 1872 році, за участю багатих купців родзинок міста, знаменитий театр Аполлона був побудований Ернстом Ціллером на площі Джорджа.Там проводилися карнавальні танці, і вони як і раніше проводяться тут донині.Площа Джорджа займає центральне місце в карнавальних святкуваннях, а театр Аполлона служить фоном для більшості великих карнавальних заходів, які проводяться на площі, що робить його символом не тільки карнавалу, але і самого міста.
Як відмічає історик карнавалу Нікос Політіс, в Прекрасну епоху у 1900,1907,1909 роках, в святкуванні вперше взяли участь люди з усіх соціальних класів і походження.Цей період також породив звичку війни з яйцем. Яйця воску були фаршировані конфетті, використовуючи спеціально розроблені машини, якими учасники карнавалу викидали з балконів яйця. Хоча цей звичай зник, він вважається попередником шоколадної війни, яка все ще зберігається.
Події наступного десятиліття не були сприятливими для карнавалу:безперервні війни і конфлікти(Балканські війни,Перша світова війна,Греко-турецька війнавідправили людей на фронт і принесли місту економічну кризу і запустіння.У перші повоєнні роки ситуація не відчутно покращилася. Очевидне виключення складають значні і дивовижні карнавали 1938 і 1939 років. Проте Друга світова війна і послідовна Громадянська війна у Греції переривають карнавал. На початку 50-х років виражаються перші нерішучі думки про відродження карнавалу. Найбільш песимістичні пророкують провал: «нічого не буде, як раніше». Проте, карнавал дійсно відроджується. Піонерські музичні групи "Орфей" та "Patraiki' Mantolinata", ансамбль мандоліни, очолюють цей захід. Карнавал Патри повертається в життя не тільки громадян Патри, але також і всіх греків, особливо тих, хто міг дозволити собі поїхати в Патри (в основному багаті афіняни), щоб взяти участь в карнавалі.У 1964 році, в рік смерті короля Павла, карнавал знову був скасований.З тих пір щороку видовище росло, і карнавал став ще більшим, і тепер тисячі учасників беруть участь в параді та сотні тисяч відвідувачів з'їжджаються в Патри, щоб стати свідками цього видовищного свята.